# Kunstmuseum van Helsinki
Het Kunstmuseum van Helsinki (Fins: Helsingin taidemuseo/Zweeds: Helsingfors konstmuseum) is een museum gehuisvest in de tennispalatsi in de Finse hoofdstad Helsinki. Het museum wordt beheerd door de gemeente Helsinki en toont de kunstcollectie van de stad. In 2015 werd het museum grondig gerenoveerd en heropend.